# 罗基尼 (加来海峡省)
罗基尼（法語：Rocquigny，法語發音：[ʁɔkiɲi]）是法国上法蘭西大區加来海峡省的一个市镇，属于阿拉斯区。

## 地理
罗基尼（50°3'34"N, 2°55'42"E）面积3.73 平方千米，位于法国上法蘭西大區加来海峡省，该省份为法国北部沿海省份，西北濒北海，南至索姆省，东临北部省。
与罗基尼接壤的市镇（或旧市镇、城区）包括：巴拉斯特尔、勒特朗卢瓦、维莱欧弗洛、梅尼勒昂纳鲁艾斯、萨伊-萨伊塞勒。

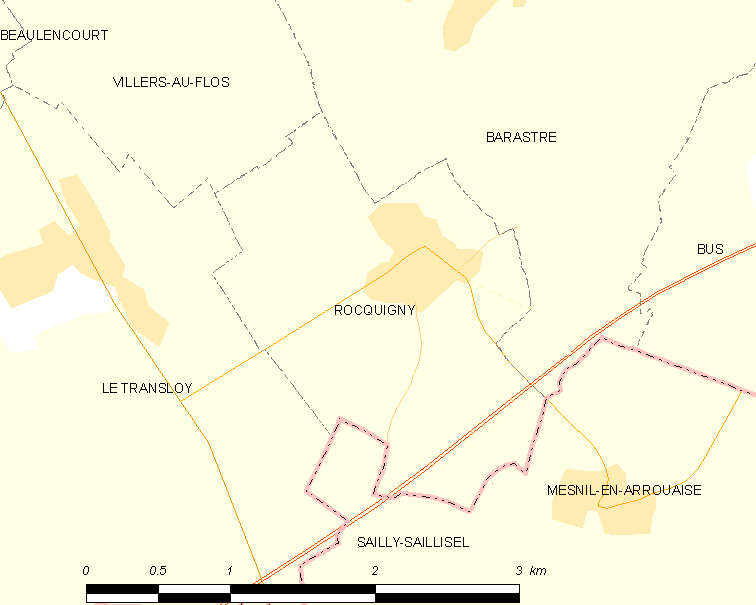
的OSM定位图

罗基尼的时区为UTC+01:00、UTC+02:00（夏令时）。

## 行政
罗基尼的邮政编码为62450，INSEE市镇编码为62715。

## 政治
罗基尼所属的省级选区为巴波姆县。

## 人口

1962-2008年间人口变化图示

罗基尼于2022年1月1日时的人口数量为273人。